# Дегтярёв, Николай Яковлевич
Николай Яковлевич Дегтярёв (20 мая 1927, Мариуполь, Украинская ССР, СССР — 15 декабря 1995, Донецк, Украина) — советский футболист, защитник, наиболее известен по выступлениям за «Шахтёр» Сталино. Мастер спорта СССР.

## Биография
Родился в Мариуполе, где и начал футбольную карьеру, его первым клубом стала местная «Сталь».
В 1947 году он перешёл в другой мариупольский клуб, «Дзержинец», где провёл три сезона. В 1950 году Дегтярёв перешёл в сталинский «Шахтёр», с которым дебютировал в высшей лиге СССР и где провёл всю дальнейшую карьеру. В следующем году он попал в список 33 лучших футболистов сезона в СССР. Годом позже «Шахтёр» занял предпоследнее место в чемпионате и был понижен в классе. Во втором дивизионе Дегтярёв играл два года, и в 1955 году «Шахтёр» вернулся в элиту. После этого сезона футболист завершил карьеру. В общей сложности он провёл за «Шахтёр» 131 матч в чемпионате и ещё 21 матч в кубке.
Скончался 15 декабря 1995 года в Донецке.